# 定婚店
《定婚店》是《唐人傳奇》的名篇之一，出自唐代李復言《續幽怪錄》（原名《續玄怪錄》）的一篇小說。

## 情節
韋固少年時，有天夜晚在宋城的旅館中遇到一位老人，坐在月光下，翻看著一本書，韋固怪而問之，老人回答是鸳鸯谱——記載天下人的婚姻的書。老人又告訴他遠處那個賣菜老嫗的女兒，現在才三歲，正是他十四年後老婆。韋固嫌其年幼鄙陋，派人刺伤。十余年后结婚，发觉妻子正是当年的小女孩，眉上留有疤痕。宋城的縣宰知道這件事後，把那間客棧定名為「定婚店」。牽紅線的老人，從此稱為「月下老人」。